# Abbaye de Baumgartenberg
L'abbaye de Baumgartenberg était un monastère cistercien devenu à partir du XIXe siècle un couvent de la congrégation du Bon Pasteur à Baumgartenberg, en Haute-Autriche.
L'église abbatiale est devenue paroissiale au XIXe siècle.

## Histoire

### Fondation
Le monastère est fondé le 6 mai 1141 par Otto von Machland et son épouse Jeuta von Peilstein. Les premiers moines viennent de l'abbaye-mère de Morimond, mais rapidement l'établissement est pris en charge par l'abbaye d'Heiligenkreuz, tout en restant en filiation avec Morimond.

### Développement
Otto offre à l'occasion de la fondation son château et l'église Saint-Jacques de Baumgartenberg, la forêt adjacente et les fermes et domaines à l'intérieur, comme Burg Clam (de), à Retz, Mailberg et Wolkersdorf im Weinviertel, des vignobles à Krems. Plus tard, de nombreuses propriétés plus ou moins proches seront données.
En 1243, l'église abbatiale construite dans le style roman tardif est consacrée. En 1426 et 1432, l'église et l'abbaye sont pillées par les Hussites, la reconstruction commence en 1434 dans un style gothique tardif. L'abbé Bernhard Breil, qui dirige l'abbaye dans la seconde moitié du XVIIe siècle, demande à l'architecte Antonio puis Carlo Antonio Carlone de la mettre dans le style baroque ; son successeur Candidus Pfiffer maintient les travaux jusqu'à l'arrêt en 1700 à cause de difficultés financières.

### Laïcisation

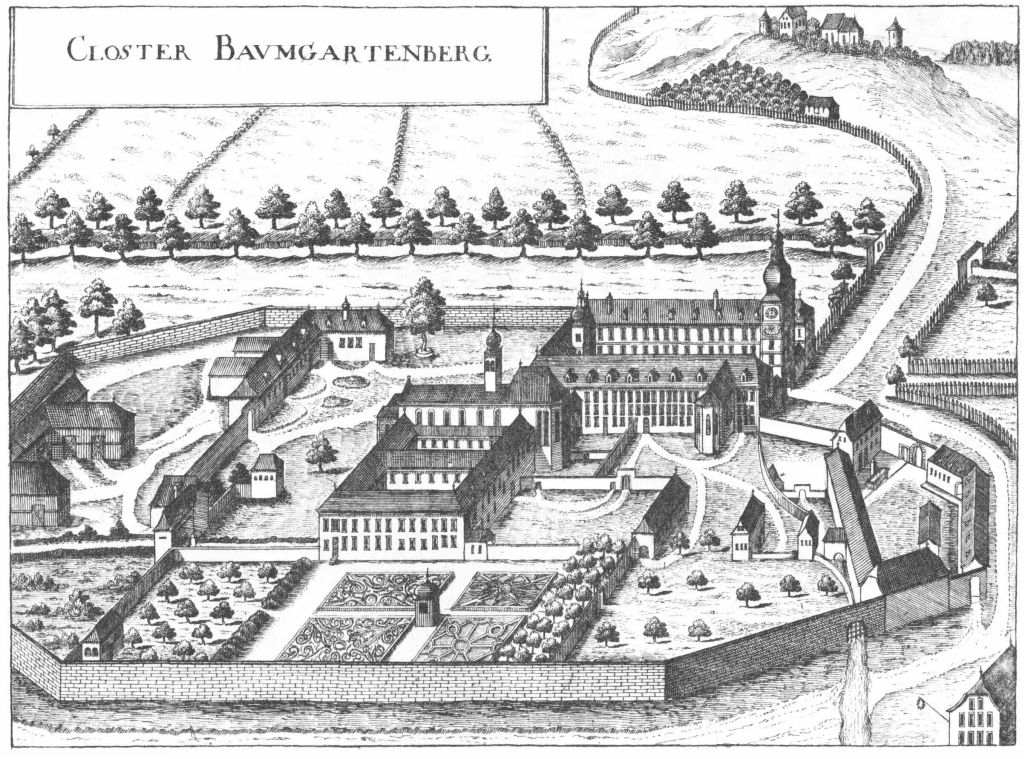
L'abbaye de Baumgartenberg en 1764.

L'empereur Joseph II dissout l'abbaye en 1784 et s'en sert de prison jusqu'en 1811. L'église devient paroissiale. En 1825, un incendie détruit la majorité des ailes du monastère.
Entre 1852 et 1865, les Jésuites occupent l'ancien monastère. Les membres de la congrégation du Bon Pasteur les remplacent ensuite et prennent en charge des jeunes filles en difficulté sociale. Il y a aussi des franciscains qui reçoivent une dépendance en 1889 pour l'assistance morale. De même, ils sont les professeurs de l'école des sœurs. À l'été 2008, les franciscains quittent les lieux.
Aujourd'hui, les sœurs tiennent un pensionnat de jeunes filles et divers établissements d'enseignement.